# センター郡 (ペンシルベニア州)
センター郡（英: Centre County）は、アメリカ合衆国ペンシルベニア州の中央部に位置する郡である。人口は15万8172人（2020年）。郡庁所在地はベルフォンテ・ボロであり、同郡で人口最大の町はステートカレッジ・ボロである。
センター郡はステートカレッジ都市圏に属している。

## 歴史
センター郡となった地域の最初の記録は1764年のジェイムズ・ポッターによるものだった。ニッタニー山の頂上に達し、「眼下に広がる草原や森林を見て、その従者に向かって『神かけて、トンプソン、私は帝国を発見した』と叫んだ。」センター郡は1800年2月13日に、ハンティンドン郡、ライカミング郡、ミフリン郡、ノーサンバーランド郡のそれぞれ一部を合わせて設立され、郡名は州の中央部を占めていることから名付けられた。

## 政治
2010年11月時点でセンター郡には101,714人の登録有権者がいた。
- 民主党: 44,148 (43.40%)
- 共和党: 39,190 (38.53%)
- リバタリアン党: 512 (0.5%)
- その他の政党: 17,864 (17.56%)

センター郡は州内田園部の他郡と同様、昔から共和党を強く支持していた。しかし近年、民主党との激戦区になってきている。2000年アメリカ合衆国大統領選挙では、共和党のジョージ・W・ブッシュが郡総投票数の52%を獲得し、43%の民主党アル・ゴアを制した。2004年では、ブッシュが51%、民主党のジョン・ケリーが47%と支持率差が縮まった。2006年の選挙では、州知事選で民主党のエド・レンデル、アメリカ合衆国上院議員選挙で同じく民主党のボブ・ケイシー・ジュニアがセンター郡を制し、また州下院議員第77選挙区選挙では、共和党のリン・ハーマンの引退であいた議席を民主党のスコット・コンクリンが占めた。2008年、民主党は郡の登録有権者数で上回り、大統領選挙では、民主党のバラク・オバマが55%、共和党のジョン・マケインは44%だった。その他州役人3人の当選者もセンター郡を制した。民主党が強くなってきた理由は、郡南部ステートカレッジにあるペンシルベニア州立大学主キャンパスの存在が大きい。
センター郡はアメリカ合衆国下院議員ペンシルベニア州第5選挙区に属し、2013年時点では共和党議員を選出している。ペンシルベニア州議会上院では第34、第35および第41選挙区に属しており、下院では第76、第77および第171選挙区に属している。2013年時点で上院は共和党1人、民主党1人、下院は共和党1人、民主党2人となっている。

## 地理
アメリカ合衆国国勢調査局に拠れば、郡域全面積は1,112平方マイル (2,880.1 km2)であり、このうち陸地1,108平方マイル (2,869.8 km2)、水域は4平方マイル (10.4 km2)で水域率は0.39%である。

### 主要高規格道路
- 州間高速道路80号線、郡の中央を東西に走る
- 州間高速道路99号線、郡の東から南西に走り、ベルフォンテ近くで州間高速道路80号線と交差し、ステートカレッジを通る
- アメリカ国道322号線、ポッターズミルからフィリップスバーグまで南北に走る
- アメリカ国道220号線、郡東半分では州間高速道路80号線と合流し、その後州間高速道路99号線と共に分離して、西半分を通る
- ペンシルベニア州道45号線
- ペンシルベニア州道192号線
- ペンシルベニア州道64号線
- ペンシルベニア州道150号線、州間高速道路80号線に並行する
- ペンシルベニア州道144号線、州間高速道路80号線に垂直にポッターズミルからスノーシューまで南北に走る

### 隣接する郡
- クリントン郡 - 北
- ユニオン郡 - 東
- ミフリン郡 - 南東
- ハンティンドン郡 - 南
- ブレア郡 - 南
- クリアフィールド郡 - 西

### 特徴的な地形
- ボールドイーグル・バレー
- ボールドイーグル山
- ニッタニー・バレー
- ニッタニー山
- ペンズ・バレー
- タッシー山

## 人口動態
以下は2010年国勢調査による人口統計データである。
| 基礎データ - 人口: 153,990人 - 世帯数: 57,573 世帯 - 家族数: 31,256 家族 - 人口密度: 54人/km2（139人/mi2） - 住居数: 63,297軒 - 住居密度: 22軒/km2（57軒/mi2） 人種別人口構成 - 白人: 89.4% - アフリカン・アメリカン: 3.0% - ネイティブ・アメリカン: 0.1% - アジア人: 5.2% - 太平洋諸島系: 0.1% - その他の人種: 0.7% - 混血: 1.5% - ヒスパニック・ラテン系: 2.4% | 年齢別人口構成 - 18歳未満: 15.9% - 18-24歳: 28.9% - 25-44歳: 22.6% - 45-64歳: 21.3% - 65歳以上: 11.3% - 年齢の中央値: 29歳 - 性比（女性100人あたり男性の人口） - 総人口: 107.5 - 18歳以上: 108.1 世帯と家族（対世帯数） - 18歳未満の子供がいる: 23.3% - 結婚・同居している夫婦: 44.6% - 未婚・離婚・死別女性が世帯主: 6.4% - 非家族世帯: 45.7% - 単身世帯: 28.7% - 65歳以上の老人1人暮らし: 8.3% - 平均構成人数 - 世帯: 2.38人 - 家族: 2.91人 |

## 都市と町

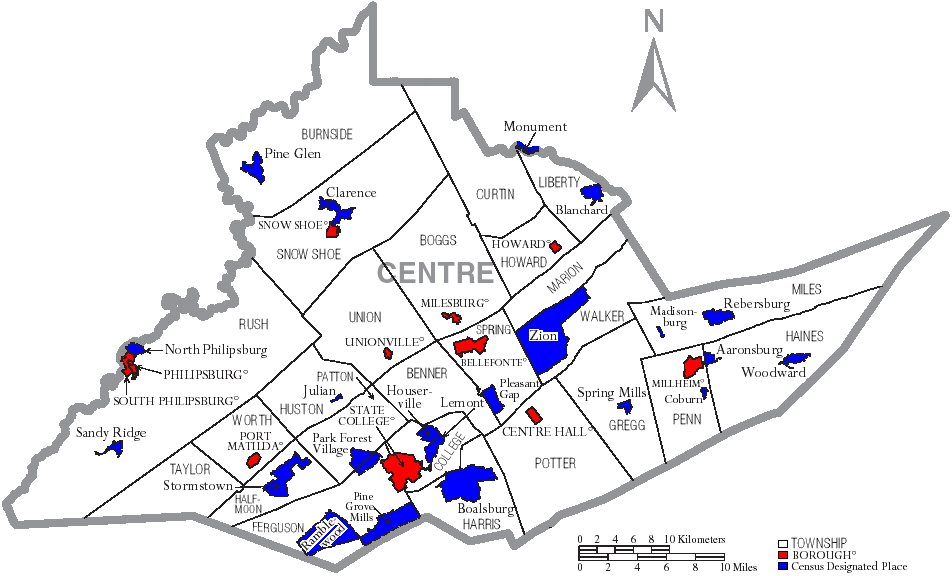
センター郡の自治体、ボロは赤、タウンシップは白、国勢調査指定地域は青

ペンシルベニア州法の下では4種類の自治体がある。市、ボロ、タウンシップ、町である。

### 自治憲章自治体
- ファーガソン・タウンシップ
- ステートカレッジ

### ボロ
| - ベルフォンテ - 郡庁所在地 - センターホール - ハワード | - マイルズバーグ - ミルハイム - フィリップスバーグ | - ポートマティルダ - スノーシュー - ユニオンビル |

### タウンシップ
| - ベナー - ボッグス - バーンサイド - カレッジ - カーティン - グレッグ - ヘインズ - ハーフムーン | - ハリス - ハワード - ハストン - リバティ - マリオン - マイルズ - パットン - ペン | - ポッター - ラッシュ - スノーシュー - スプリング - テイラー - ユニオン - ウォーカー - ワース |

### 国勢調査指定地域
国勢調査指定地域はアメリカ合衆国国勢調査局が人口統計データを取るために設定した地域である。州法の下では実際の司法権が及ぶ範囲ではない。村などその他の未編入領域も下記に挙げる。
| - アーロンズバーグ - ベイリービル - ブランチャード - ボールズバーグ - クラレンス - コバーン - イーグルビル - ハウザービル - ハブラーズバーグ - ジャクソンビル | - ジュリアン - リーモント - マディソンバーグ - ミンゴービル - モニュメント - モシャノン - マウントイーグル - ニッタニー - ノースフィリップスバーグ - オービストン | - パークフォレストビレッジ - パイングレン - パイングローブミルズ - プレザントギャップ - ランブルウッド - リーバーズバーグ - サンディリッジ - サウスフィリップスバーグ - スナイダータウン - スプリングミルズ | - ストームズタウン - トフツリーズ - ウッドワード - ザイオン |

### 未編入の町
- コリア
- イングルビー（ゴーストタウン）
- ポッターズミルズ
- タッシービル

## 教育

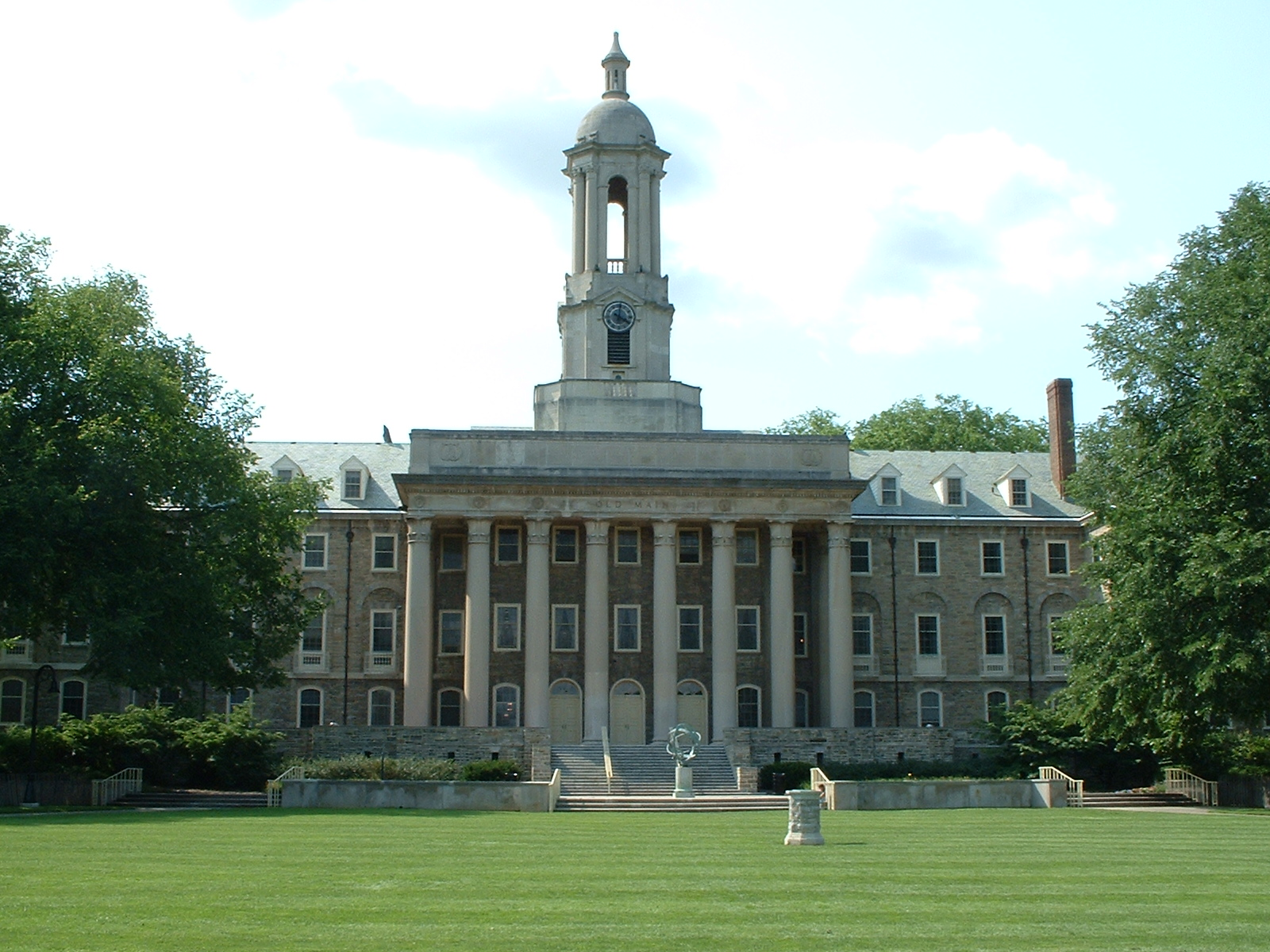
「オールドメイン」、ユニバーシティパークにあるペンシルベニア州立大学主管理棟

### 高等教育機関
- ペンシルベニア州立大学

### コミュニティカレッジ
- サウスヒルズ実業工科学校
- 中央ペンシルベニア科学技術大学

### 公共教育学区
- ボールドイーグル地域教育学区
- ベルフォンテ地域教育学区

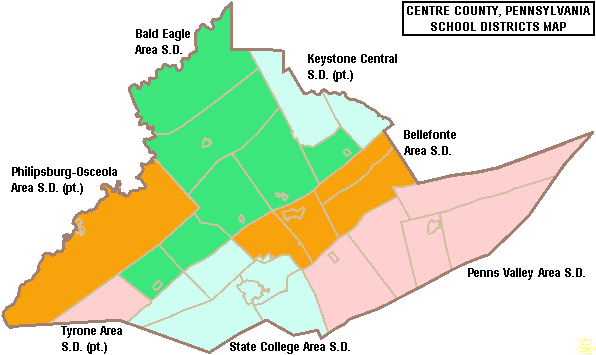
センター郡教育学区の区分図

- キーストン中央教育学区（一部はクリントン郡内）
- ペンズバレー地域教育学区
- フィリップスバーグ・オセオラ地域教育学区（一部はクリアフィールド郡内）
- ステートカレッジ地域教育学区
- タイロン地域教育学区（一部はブレア郡とハンティンドン郡内）

### 公立チャータースクール
- ヤング・スカラーズ・オブ・セントラルペンシルベニア・チャータースクール
- センター・ラーニング・コミュニティ・チャータースクール
- ニッタニー・バレー・チャータースクール
- ワンダーランド・チャータースクール

- 州内には11の公立サイバー・チャータースクールがあり、州内の幼稚園から12年生まで無料で利用できる。

### 私立学校
2010年時点で、ペンシルベニア州教育省に登録される私立学校は次の通りである。
- ボウアホロー教区学校 - ウッドワード
- センター郡クリスチャン・アカデミー - ベルフォンテ
- エルククリーク学校 - リーバーズバーグ
- フェイス・クリスチャン・アカデミー - フィリップスバーグ
- グレイス予備学校 - ステートカレッジ
- ヒルサイド学校 - リーバーズバーグ
- ハブラーリッジ学校 - ベルフォンテ
- クラマーギャップ学校 - スプリングミルズ
- リトルニッタニー・アーミッシュ教区学校 - ハワード
- マウンテンビュー学校 - リーバーズバーグ
- ニッタニー・クリスチャン学校 - ステートカレッジ
- アワーレディ・オブ・ビクトリー学校 - ステートカレッジ
- ピーチレーン・アーミッシュ学校 - マディソンバーグ
- ペンズバレー・アーミッシュ・パロック学校 - ウッドワード
- ロックビル学校 - リーバーズバーグ
- スプリングバンク学校 - リーバーズバーグ
- セントジョン・エバンジェリスト学校 - ベルフォンテ
- セントジョセフズ・アカデミー - ボールズバーグ
- ステートカレッジ・フレンズ学校 - ステートカレッジ
- サニーメドウ教区学校 - ハワード
- サンセットビュー学校 - ハワード
- サンセットビュー学校 - リーバーズバーグ
- ウィンディポプラズ学校 - センターホール
- ウッドサイド・アーミッシュ学校 - スプリングミルズ

### 図書館

#### センター郡図書館
- センター郡図書館[6] - ベルフォンテ
- センターホール地域図書館支所 - センターホール
- イーストペンズバレー地域図書館支所 - アーロンズバーグ
- ホルト記念図書館 - フィリップスバーグ
- センター郡移動図書館

- アバウト・ザ・ライブラリー・アメリカン切手研究図書館[7]

- シュロー・センター地域図書館[8]

#### ペンシルベニア州立大学
- パティ図書館
- パターノ図書館
- 建築およびランドスケープアーキテクチュア図書館[9]
- 地球鉱物科学図書館[10]
- 工学図書館[11]
- 物理数学図書館[12]

## メディア
センター郡の主要日刊紙は「センター・デイリータイムズ」である。その他「センター郡ガゼット」や「ステートカレッジ・シティガイド」もある。ペンシルベニア州立大学主キャンパスでは「ザ・フォーラム」や「デイリー・カレッジアン」が発行されている。
雑誌としては、「タウン & ガウン」、「ステートカレッジ・マガジン」、「グッドライフ・イン・ハッピーバレー」、「ブルーホワイト・イラストレイテッド」、「ペンシルベニア・ビジネス・セントラル」、「ボイシー図・オブ・セントラル・ペンシルベニア」がある。
センター郡のラジオ市場は全国257位の規模である。
テレビでは、ジョンズタウン・アルトゥーナ・ステートカレッジ市場に属し、国内99位の規模である。

### 公園とレクリエーション
郡内には6つの州立公園がある。

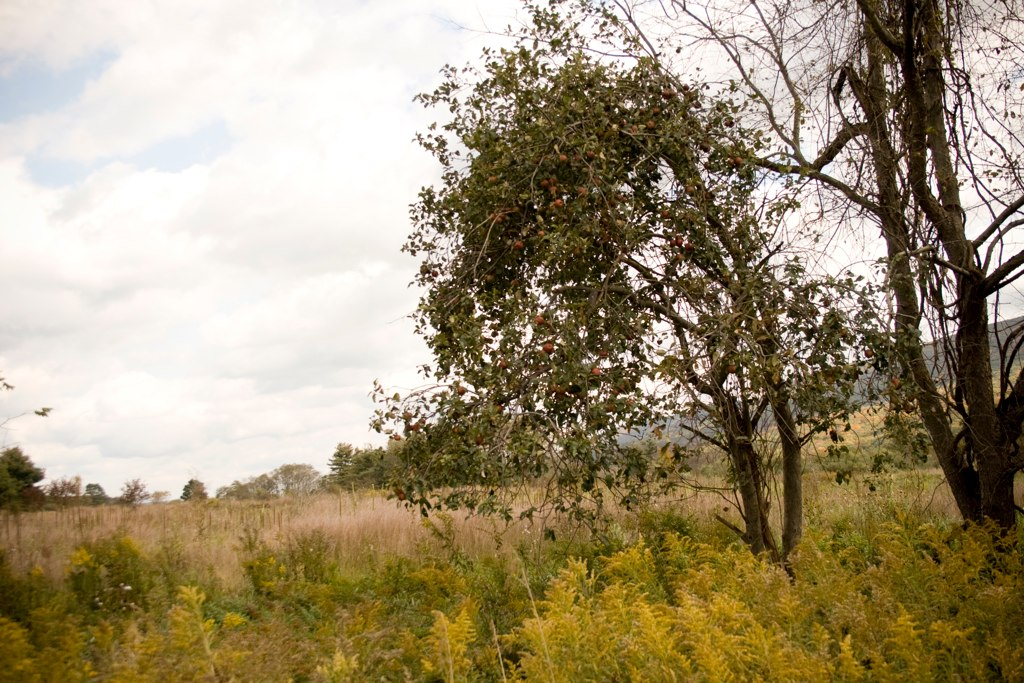
ボールドイーグル立公園のリンゴの木と草原

- ボールドイーグル立公園、広さ5,900エーカー (23.88 km2) と郡内最大の州立公園、ペンシルベニア州道150号線沿い、マイルズバーグとロックヘイブンの間にある
- ブラックモシャノン立公園、ステートカレッジの西、3種の食肉植物と17種のランが自生する湿地がある
- マッコールズダム立公園、郡東端にある小さな公園
- ペン・ルーズベルト立公園、アフリカ系アメリカ人のための市民保全部隊キャンプがあった所
- ポーパディ立公園、ビッグポー・クリークとペンズ・クリークの合流点にある
- ポーバレー立公園、広さ25エーカー (100,000 m2) のポー湖を囲む孤立したバレーにある